# Marta Sawicka-Danielak
Marta Sawicka-Danielak, także Marta Masada (ur. 29 stycznia 1979 w Białymstoku) – polska pisarka, dziennikarka prasowa i telewizyjna, krytyczka literacka i redaktorka; nauczycielka i propagatorka jogi.  

## Życiorys
Absolwentka filologii polskiej (specjalność: kulturoznawstwo) na Uniwersytecie w Białymstoku. W czasie studiów autorka publikacji naukowych (min. w „Kultura współczesna”, „Bóg artystów XX wieku”) Stypendystka i laureatka konkursu Primus Inter Pares. 

### Kariera dziennikarska
W prasie debiutowała jako Marta Sawicka w 2001 roku recenzjami na łamach „Nowych Książek”. Od 2003 dziennikarka i redaktorka działu kultury tygodnika „Wprost”; w latach 2005–2009 szefowa działu „Kultura i Styl” tygodnika „Wprost”, redaktorka działu opinie „Życia Warszawy”, współpracowniczka „Rzeczpospolitej”, felietonistka miesięcznika „Bluszcz”. 
Teksty o tematyce społeczno-kulturalnej, krytycznoliterackiej oraz wywiady publikowała w tygodnikach opinii: „Polityka”, „Wprost”, „Tygodnik Powszechny”, „Ozon”, a także na łamach „Magazynu Literackiego Książki”, magazynu „Chimera”,  kwartalnika „Ryms”,  magazynów TVN24, Onet.pl, „Podróże” i magazynu „Szum”. Często podejmuje tematykę żydowską i izraelską, publikowała m.in. w „Słowie Żydowskim” i „Ha-Arec”, przeprowadzała rozmowy z takim autorami i autorkami jak Amos Oz, Paul Auster, Ceruja Szalew, Etgar Keret, A. B. Jehoszua i inni.
W latach 2006–2008 szefowa publicystyki kulturalnej i Teatru TVP1, współautorka i współprowadząca program literacki „Regał” oraz współpomysłodawczyni programu „Łossskot” (nagroda srebrnej tablicy Hugo w 2007 roku). Autorka i producentka zewnętrzna programów telewizyjnych. m.in. dla TVP1, TVP2 czy TVP Info.
Moderatorka spotkań literackich.

### Pozostałe przedsięwzięcia
Od 2017 roku nauczycielka jogi (certyfikat Ministry of Ayush). Prowadząca warsztaty i lekcje jogi (m.in. w ramach Conrad Festival czy podczas Międzynarodowego Dnia Jogi).
O jodze i medytacji pisała m.in. na łamach miesięcznika „Coaching”, wysokieobcasy.pl, magazynu „Joga”, czy magazynu „Yoga & Ayurveda”.

## Twórczość
- 2016 – Święto Trąbek[11] (W.A.B.) – jako Marta Masada.

- 2019 – Ambasada Śledzia[12] (Zwierciadło) – współautor Filip Danielak.
- 2023  – Ostatni białystoker[13] (Wielka Litera)
- 2024 – Oko tygrysa. O bestii, którą stworzył człowiek[14] (Marginesy)

## Nagrody i nominacje
- 2016 – 26. Edycja Nagrody Literackiej Prezydenta Białegostoku im. Wiesława Kazaneckiego – plebiscyt czytelników, za Święto Trąbek[15].

- 2019 – Nagroda Magellana za najlepszy przewodnik kulinarny 2020 roku za książkę Ambasada Śledzia[16].

- 2023 – Nagroda Magazynu Literackiego KSIĄŻKI „Ostatni Białystoker” (Książka Września).

- 2024 – Nagroda Artystyczna Prezydenta Miasta Białegostoku za osiągnięcia w dziedzinie tworzenia i upowszechniania kultury[17].

- 2024 – nominacja do Nagrody Grand Press w kategorii Książka Reporterska Roku[18].